# Andriej Dunajew
Andriej Fiodorowicz Dunajew (ur. 27 sierpnia 1939 w obwodzie uljanowskim) – radziecki polityk.
Absolwent Wyższej Szkoły Milicyjnej MSW ZSRR (Ministerstwa Spraw Wewnętrznych Związku Radzieckiego). Wiceminister (1990-1991) i minister spraw wewnętrznych (od września do grudnia 1991) RFSRR i I wiceminister tego resortu w rządzie Federacji Rosyjskiej (1992–1993). Zatrzymany 4 października 1993 jako jeden z uczestników wydarzeń z dni 3–4 października w Moskwie. Na mocy uchwały Dumy Państwowej w lutym 1994 amnestionowany.